# Just This Once
Just This Once is een Amerikaanse romantische komedie in zwart-wit uit 1952 onder regie van Don Weis, naar een scenario van Sidney Sheldon.

## Verhaal
Mark MacLene is een playboy uit New York die vanwege een schuld van $2 miljoen wordt toegewezen aan een financieel adviseur, Lucille Duncan.

## Rolverdeling
| Acteur           | Personage        |
| ---------------- | ---------------- |
| Peter Lawford    | Mark MacLene     |
| Janet Leigh      | Lucille Duncan   |
| Lewis Stone      | Rechter Coulter  |
| Marilyn Erskine  | Gertrude Crome   |
| Richard Anderson | Tom Winters      |
| Douglas Fowley   | Frank Pirosh     |
| Hanley Stafford  | Meneer Blackwell |